# Исойоки
Исойоки (фин. Isojoki) — община в провинции Южная Остроботния (Финляндия). Общая площадь территории — 647,43 км², из которых 5,05 км² — вода.

## Демография
На 31 января 2011 года в общине Исойоки проживают 2393 человек: 1227 мужчин и 1166 женщин.
Финский язык является родным для 97,38% жителей, шведский — для 0,58%. Прочие языки являются родными для 2,04% жителей общины.
Возрастной состав населения:
- до 14 лет — 13,83%
- от 15 до 64 лет — 58,42%
- от 65 лет — 28,04%

Изменение численности населения по годам:
| Год  | Численность |
| ---- | ----------- |
| 1980 | 3204        |
| 1990 | 2896        |
| 2000 | 2694        |
| 2010 | 2400        |
| 2011 | 2393        |